# Fontaine de Trevi
Pour les articles homonymes, voir Trevi (homonymie).

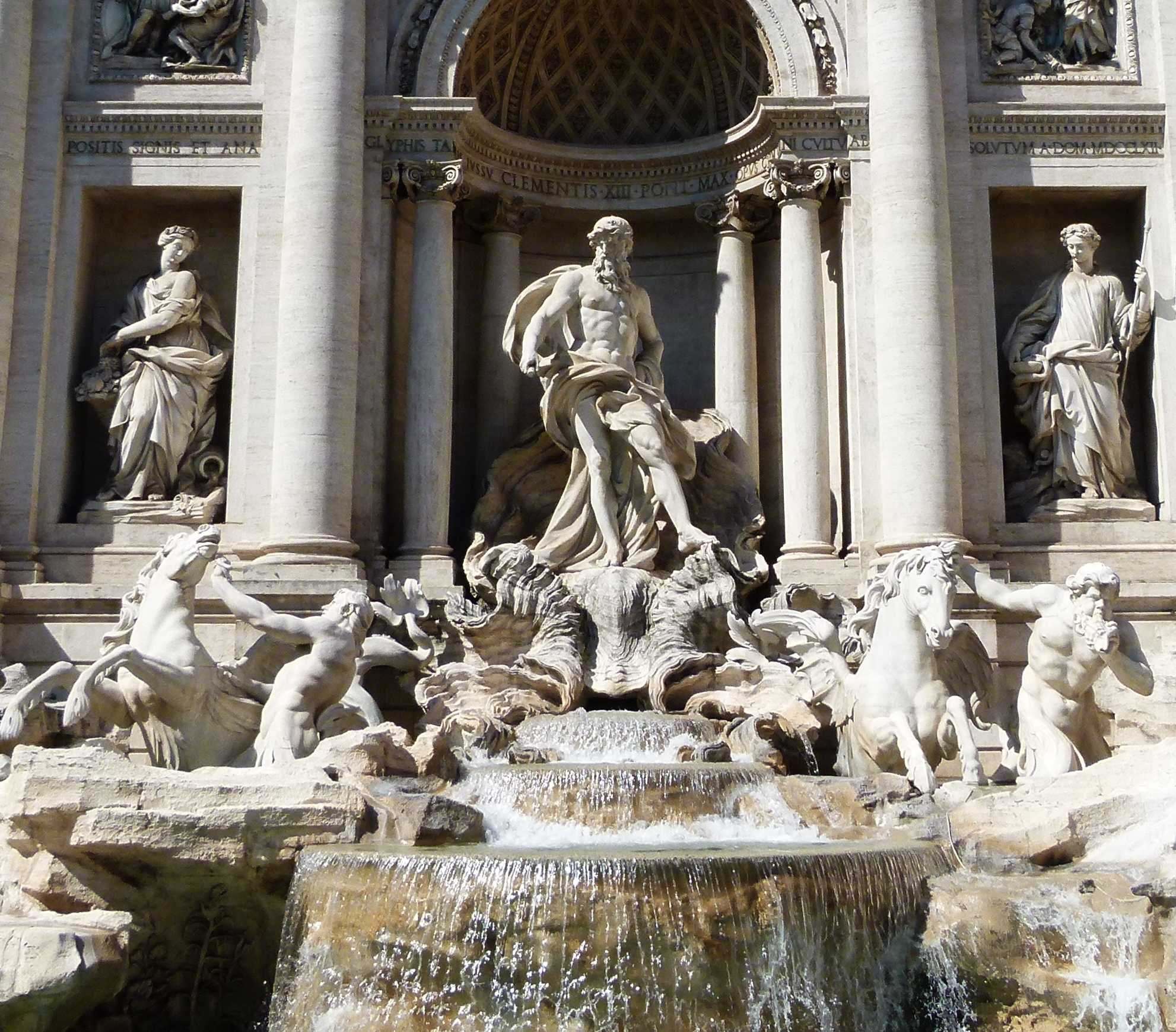
Le dieu Océan jaillit de la niche centrale, sur un char tiré par deux chevaux marins et deux tritons-cascades.

La fontaine de Trevi (en italien : fontana di Trevi) est la plus grande et une des plus célèbres fontaines de Rome. Réalisée entre 1732 et 1762, elle est située dans le rione de Trevi, sur la Piazza di Trevi, et est adossée au palazzo Poli. 
La fontaine de Trevi est un exemple de la perpétuation du  style baroque dans la Rome du XVIIIe siècle, par son mélange des effets (elle joue à la fois sur l'architecture, la sculpture et le son), sa monumentalité (elle est structurée par quatre colonnes d'ordre colossal) et sa référence à la fontaine des Quatre-Fleuves de la piazza Navona par Le Bernin.

## Histoire
Ce monument a été conçu à la demande du pape Clément XII qui organise en 1730 un concours pour célébrer, avec une fontaine, l'aqueduc de l'Aqua Virgo construit en 19 av. J.-C. Une fontaine plus modeste marquait en effet l'arrivée de cet aqueduc mais le pape souhaite un ouvrage monumental. Le pape choisit le projet de Nicola Salvi, pour son côté pittoresque et harmonieux mais aussi en raison de son faible coût initial, 17 646 écus romains récoltés par le Vatican lors du troisième tirage du jeu de Loto en mai 1732. La fontaine est réalisée sur la Piazza di Trevi (à  une certaine époque, trois voies, en italien tre vie, convergent vers cette place, d'où peut-être le nom de Trevi). À la mort de Salvi en 1751, le projet est poursuivi par l'architecte Giovanni Paolo Panini qui achève la fontaine en 1762. Elle est inaugurée le 22 mai 1762.
La fontaine fait l'objet d'une restauration en 1998 afin de moderniser son système hydraulique.
En 2009, le luminographe Gaspare Di Caro réalise la mise en lumière de la statue d'Oceanus.
En 2014, l'entreprise italienne Fendi entreprend sa restauration sans avoir besoin de masquer complètement le monument au public. Néanmoins, la fontaine est vide et les visiteurs ne peuvent pas facilement voir la fontaine ni s'en approcher. Elle est rouverte au public le 3 novembre 2015.
Le 29 avril 2016, l'Aide à l'Église en détresse organise une soirée d'hommage pour les martyrs, marquée par l'illumination de la fontaine en rouge, en présence de l'évêque chaldéen d'Alep, Mgr Antoine Audo.

## Description
La composition de cet ensemble monumental est dominée dans la partie inférieure par une falaise rocheuse de travertin sculptée aussi d'animaux et de plantes, au milieu de divers courants d'eau. Au centre, une grande niche encadrée de colonnes, avec un plafond à caissons, abrite le dieu Oceanus (sculpture de Pietro Bracci) qui conduit un char en forme de coquillage tiré par deux chevaux marins ailés (l'un des chevaux est paisible tandis que l'autre semble agité, afin de symboliser les deux aspects que peut nous offrir la mer), eux-mêmes précédés par des tritons. La grande niche centrale est encadrée par deux niches latérales plus petites occupées par deux sculptures en marbre de Filippo della Valle, un sculpteur florentin : à droite, la statue de la Salubrité, et à gauche celle de la Prospérité, allusion aux effets d'une eau pure. Ces deux rondes-bosses sont elles-mêmes surmontées de deux panneaux en bas-relief représentant, à gauche, le général et homme politique romain Agrippa commandant la construction de l’aqueduc de l'Aqua Virgo qui alimente la fontaine (par Andrea Bergondi) et à droite, la jeune fille découvrant la source alimentant la fontaine (par Giovanni Battista Grossi). Les quatre grandes colonnes corinthiennes supportent un entablement et un attique orné d'un panneau sur lequel est gravée la grande inscription inaugurale et qui est ornée de quatre petites statues allégoriques : de gauche à droite, l'« Abondance des fruits », la « Fertilité des champs », la « Richesse de l'automne » et la « Douceur des jardins ». L'ensemble est couronné par une balustrade et par le blason des armes du pape Clément XII soutenu par deux angelots.
La fontaine est alimentée en eau par l'aqueduc de l'Aqua Virgo, construit en 19 av. J.-C. par Marcus Vipsanius Agrippa. Ce canal de 20 km de long alimenta en eau durant tout le Moyen Âge, le secteur du Champ de Mars (une partie est visible dans la zone archéologique souterraine).

## Coutume

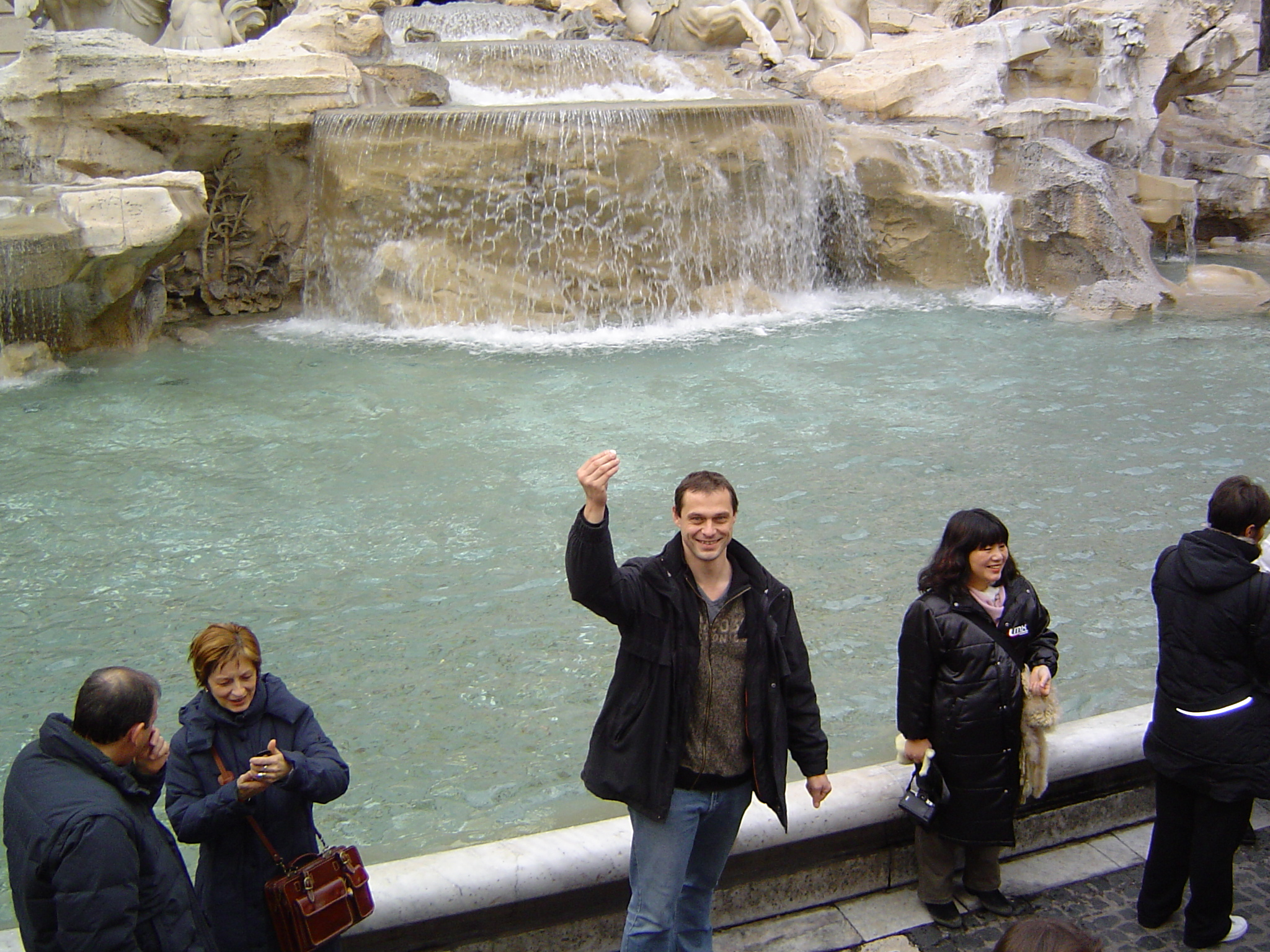
Homme jetant une pièce de monnaie par le bras droit, photographié en janvier 2006.

La fontaine de Trevi est l'un des monuments de Rome les plus fréquentés par les touristes.
Il est de coutume de jeter une pièce de monnaie par le bras droit en tournant le dos à la fontaine avant de quitter « la ville éternelle », une superstition associée à la fontaine étant que celui qui fait ce geste est assuré de revenir dans la capitale italienne afin de retrouver cette pièce.
Cet argent attirait alors la convoitise aussi bien des enfants du quartier qui prenaient les pièces à l'aide d'un aimant attaché au bout d'une ficelle, que de personnes qui en tiraient un moyen de subsistance. Depuis quelques années cette pratique est interdite, et la monnaie de la fontaine est désormais collectée par les autorités et reversée à l'association caritative catholique Caritas, pour un montant de près d'un million d'euros par an, soit près de 14 000 euros par semaine ou 2 000 euros par jour pour un poids d'environ 500 kg,,. Chaque matin, avant l'arrivée des touristes, la circulation de l'eau est coupée. La fontaine est nettoyée à la brosse et les pièces sont rassemblées en un long serpent, à l'aide de longues perches, et récoltées par aspiration, sous la surveillance de la police.
La coutume s'est depuis répandue, certains touristes ayant désormais l'habitude de jeter des pièces dans les fontaines ou bassins du monde entier, parfois même sans donner de signification précise à leur geste.

## La fontaine au cinéma

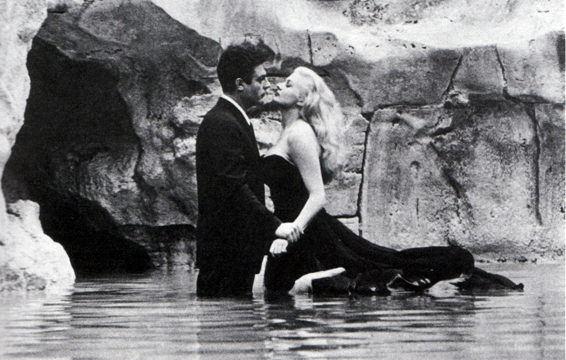
Image tirée de La dolce vita (1960) de Federico Fellini illustrant Marcello Mastroianni et Anita Ekberg dans la fontaine de Trevi.

- Dans Le Cheik blanc (Lo sceicco bianco, 1952) de Federico Fellini
- Dans Vacances romaines (Roman Holiday, 1953) de William Wyler, une scène se déroule près de la fontaine.
- Dans La Fontaine des amours (Three Coins in the Fountain, 1954) de Jean Negulesco, trois jeunes Américaines formulent le vœu de trouver le prince charmant en jetant chacune une pièce de monnaie dans la fontaine[14].
- Dans Larmes de joie (Risate di gioia, 1960) de Mario Monicelli, où Lello (Ben Gazzara) tente de convaincre le personnage de l'Américain (Fred Clark) de se baigner dans la fontaine pour le dépouiller.
- Dans La dolce vita (1960), Federico Fellini montre Anita Ekberg prenant son bain dans la fontaine en robe du soir, sous les yeux de Marcello Mastroianni. En 1972, une starlette allemande essaie de se baigner dans la fontaine ; elle est arrêtée pour obscénité. En 1996, à la mort de Marcello Mastroianni, la ville de Rome voile les statues de noir[10].
- Dans Totò l'Embrouille (Totòtruffa 62), un film de 1961 de Camillo Mastrocinque, Totò vend la fontaine à un touriste ignorant, en prétendant en être le propriétaire légitime.
- Dans Fontana di Trevi (1964), un film de Carlo Campogalliani sur un scénario de Giuliano Carnimeo, Riccardo Ghione, Federico Zardi (it), Barbara Tai.
- Dans Nous nous sommes tant aimés (C'eravamo tanto amati, 1974) d’Ettore Scola, les héros du film assistent au tournage de la fameuse séquence du film de Fellini. Il s’agit donc d’un film dans le film, interprété d’ailleurs par Fellini lui-même ainsi que par Marcello Mastroianni[10].
- Dans Sabrina, l'apprentie sorcière : Les Fantômes du passé alias Sabrina et le médaillon magique (1998 ; Sabrina Goes to Rome), Sabrina a un rendez-vous à la fontaine de Trevi.
- Dans Un été à Rome (When in Rome, 2002) : Charli et Leila jettent chacune une pièce dans la fontaine.
- Dans Lizzie McGuire, le film (The Lizzie McGuire Movie, 2003) : Lizzie y rencontre Paolo, une star italienne.
- Dans Elsa et Fred (Elsa y Fred, 2005) : le couple principal s'offre un voyage à Rome pour rejouer la scène du film de Fellini, et finit par se faire arrêter par les carabiniers.
- Dans C'était à Rome (When in Rome, 2010) : une jeune femme au mariage de sa sœur qui se déroule à Rome en face de la fontaine.

## Philatélie
En 1973, la Poste italienne a émis un timbre de 25 lires en l'honneur de la fontaine de Trevi.

## Galerie

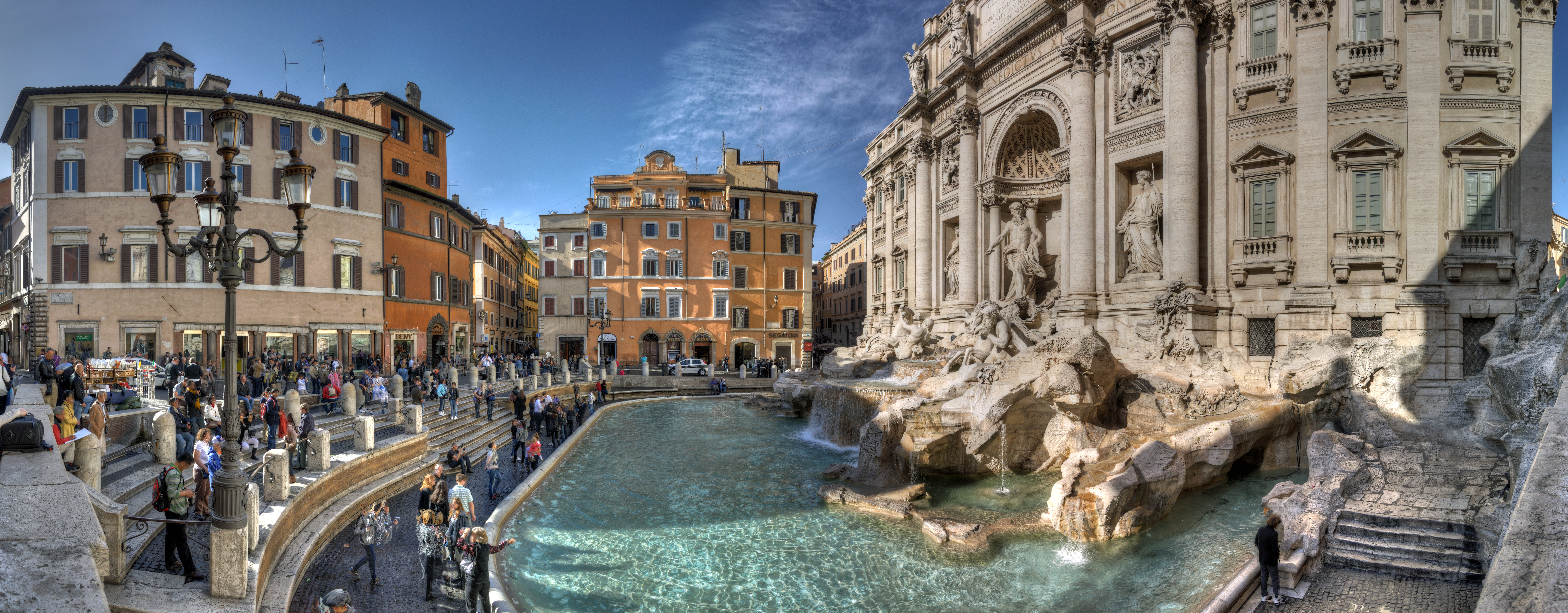
La fontaine de Trévi est un lieu de rendez-vous très prisé des touristes.
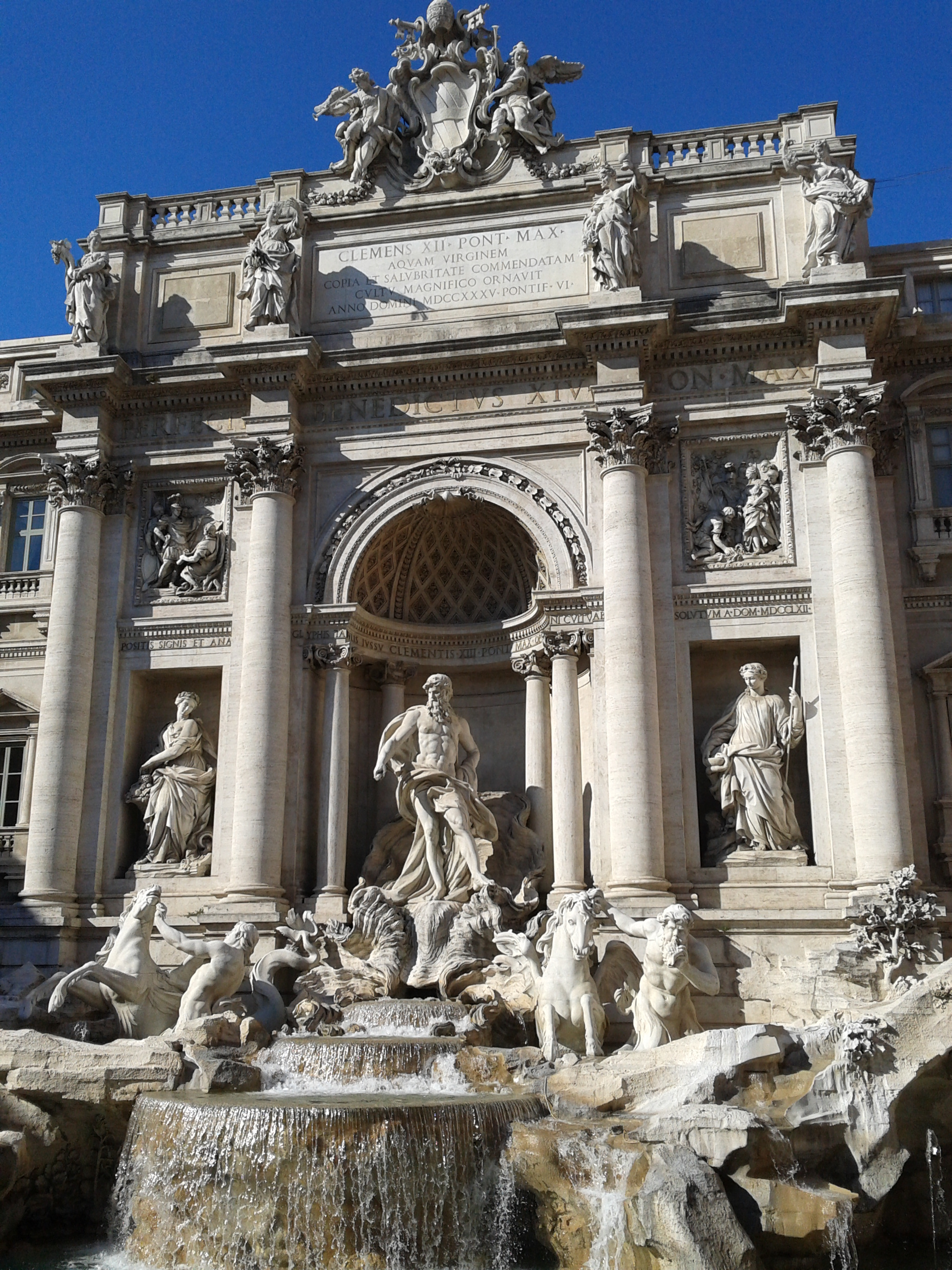
Partie centrale de la fontaine de Trevi de jour.
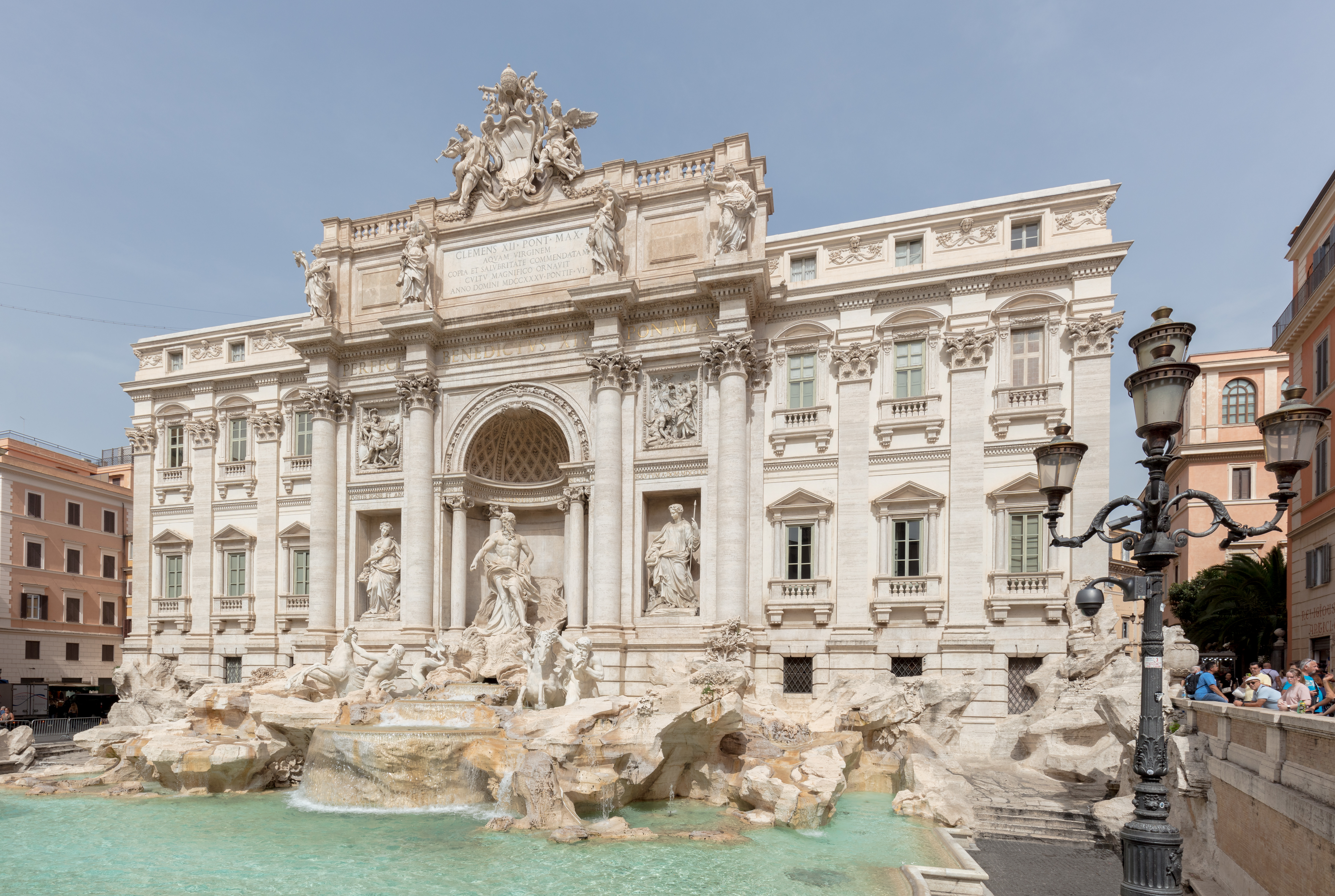
La fontaine de Trevi.
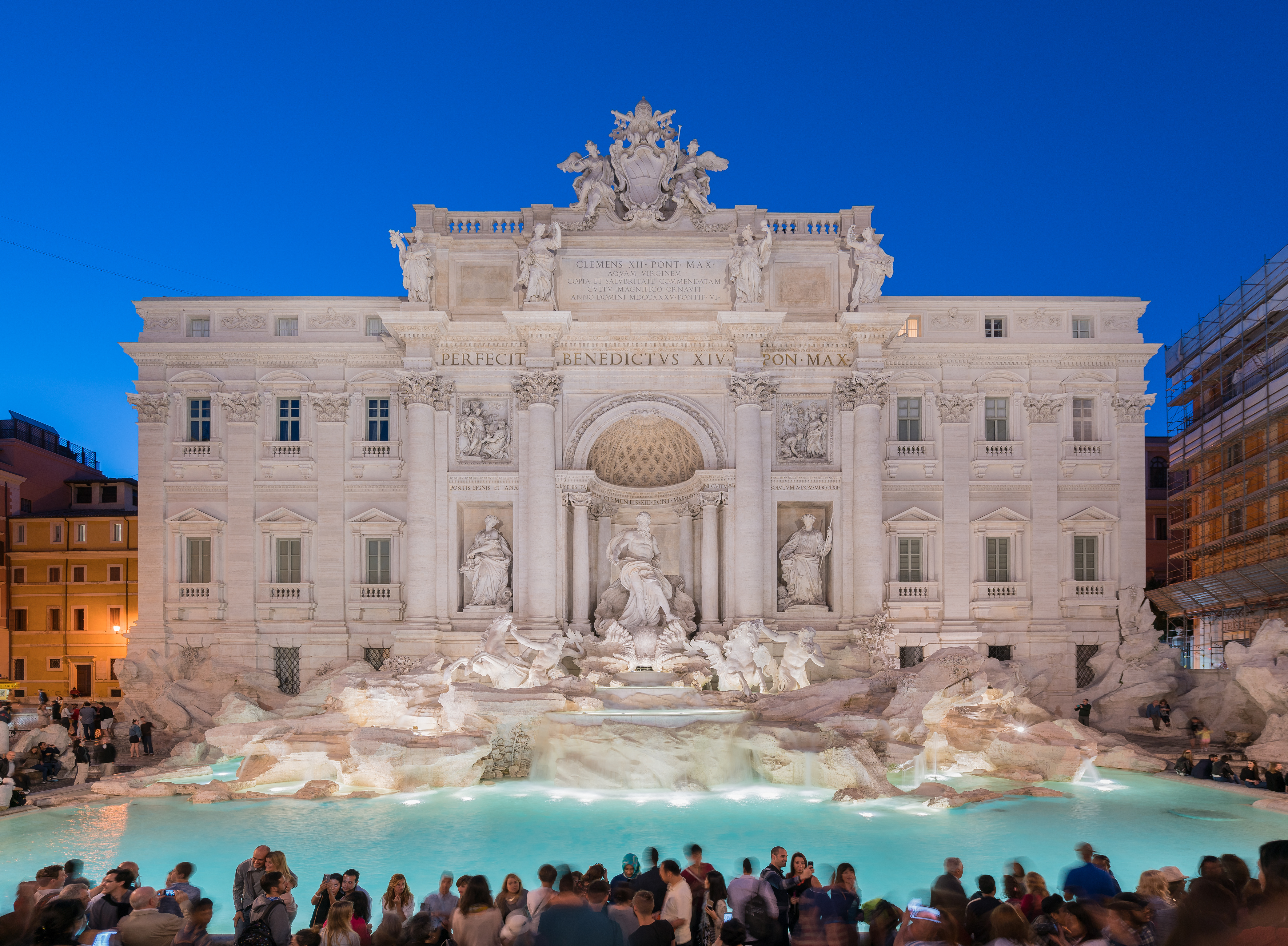
La fontaine de Trevi illuminée en soirée.
- La fontaine de Trevi à Rome
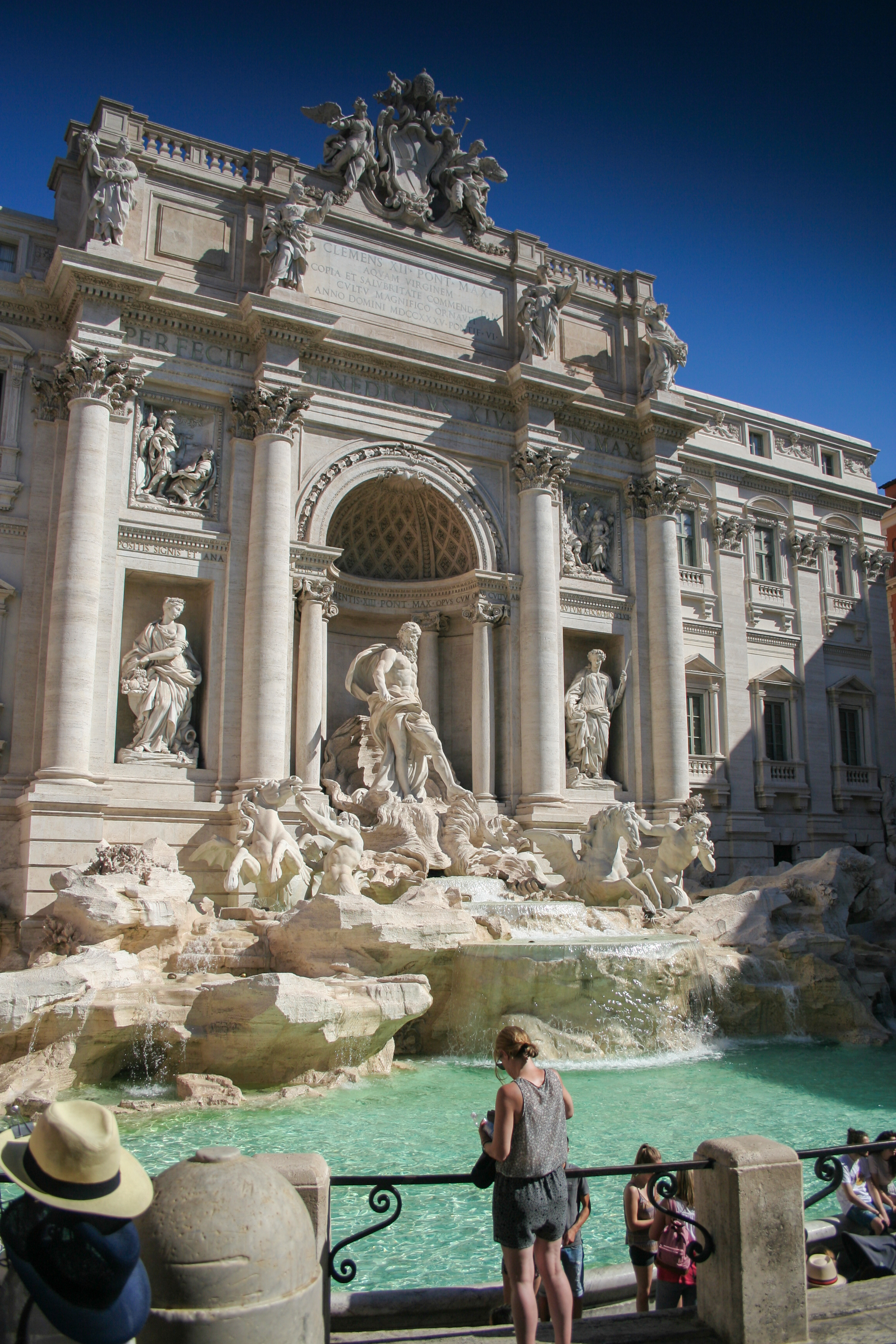
Le dieu Océan au centre de la fontaine
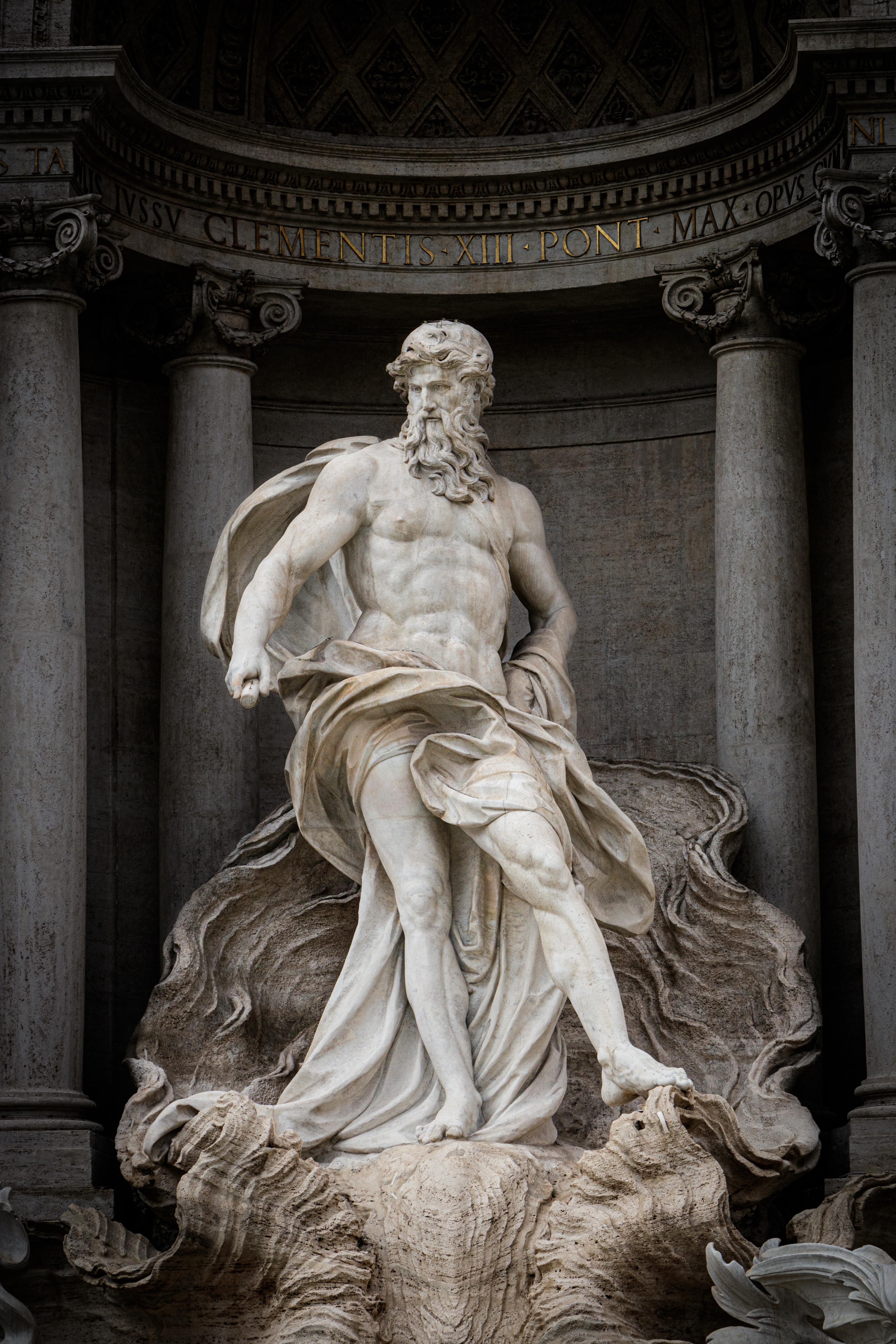
Le dieu Océan de la fontaine. Février 2018.